# Ngoshie
Le ngoshie (ou ngishe, oshie) est une langue bantoïde méridionale des Grassfields parlée au Cameroun par environ 9 200 personnes (2001) dans la région du Nord-Ouest et le département de la Momo, à l'est de l'arrondissement de Njikwa. Elle est proche du ngie.
C'est une langue en danger (statut 6b).